# Calderstones

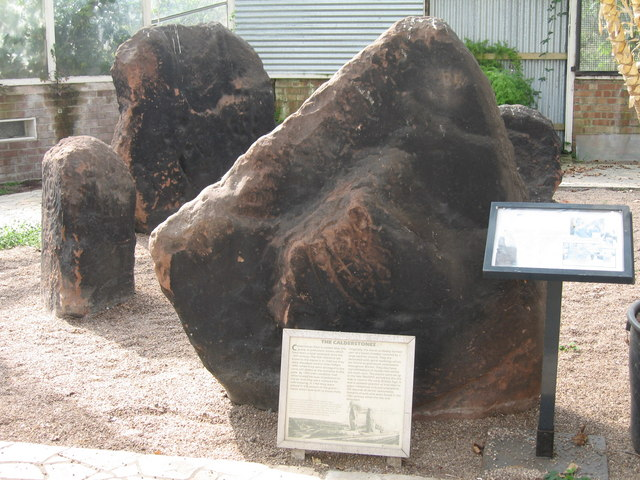
Calderstones

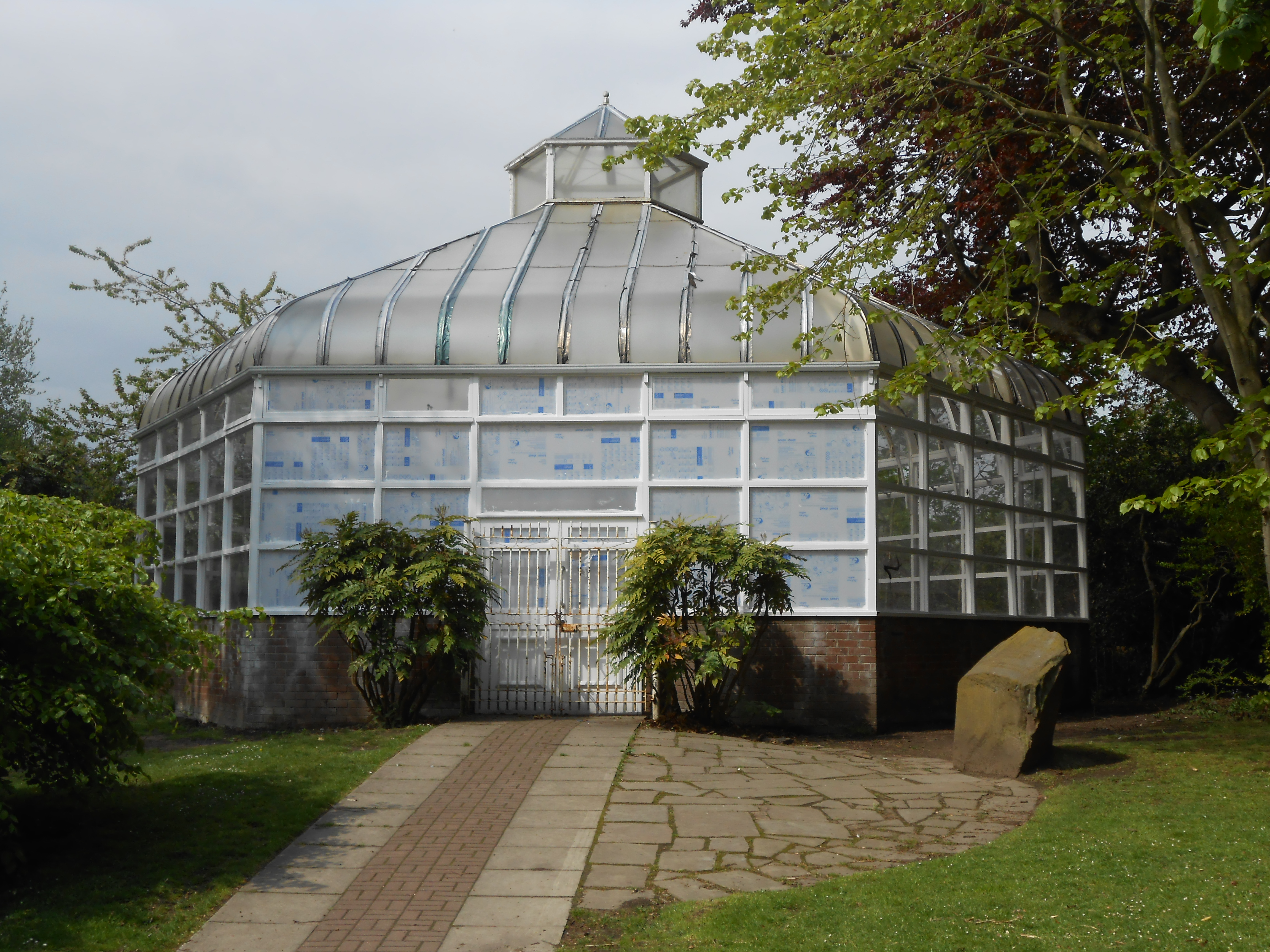
Glashaus, in dem die Calderstones sich befinden

Die Calderstones stehen im Calderstones Park, im Ortsteil Allerton, in Liverpool. Sie sind die einzigen Reste einer verzierten Megalithanlage vom Maeshowetyp in England. Sie stehen jetzt in Gewächshäusern, um sie vor den Elementen zu schützen. 
Felsritzungen aus dieser Zeit sind äußerst selten. Die Calderstones bilden neben Knockmany in Nordirland, Maes Howe auf Orkney sowie Barclodiad y Gawres und Bryn Celli Ddu in Wales die kunstvollste Dekoration aller Passage Tombs in Großbritannien. Vergleichbare Anlagen dieses Typs sind ansonsten in Irland (z. B. Newgrange und Knowth) anzutreffen.
Die mit Felsritzungen wie Bögen, Cup-and-Ring-Markierungen, Fußabdrücken, Spiralen und konzentrischen Kreisen versehenen Steine waren Teil der aus dem Neolithikum stammenden Anlage. Die sechs Steine aus weichem lokalem Sandstein haben Höhen zwischen 2,4 und 1,0 Meter. 
Es ist überliefert, dass etwa um 1800 grobe Urnen aus Ton, mit menschlichen Knochen entdeckt wurden. Bei einer Straßenverbreiterung wurden große Steine, einige davon verziert, gefunden. Im Jahre 1845 wurden die Steine in einer niedrigen Ringmauer auf einer Verkehrsinsel am Eingang zum Park aufgestellt. Zu ihrem heutigen Standort gelangten sie im Jahre 1954. 
Ein Besuch der Gewächshäuser/Steine kann nach vorheriger Anmeldung erfolgen. 